# 朱友裕
朱友裕（870年—904年），五代十国後梁皇族，太祖皇帝朱温长子，字端夫。

## 生平
朱友裕年幼时善骑射，从朱温征伐，以宽厚得士卒之心。唐僖宗中和年间，朱温与李克用攻围华州，黄巢将黄鄴固守。黄鄴卒扛着大槊登城大骂，李克用使自己的沙陀骑兵连射不中。朱温命朱友裕射杀，黄鄴小卒应弦而毙，军中皆大欢呼，声震山谷，李克用送给朱友裕良弓百矢。朱温镇宣武，表为宣武军牙校。秦宗权灭亡，加朱友裕检校左仆射，衙内马步都指挥使。
景福元年（892年），朱温攻郓州朱瑾，朱友裕为先锋到达斗门，郓州兵夜袭，朱友裕败走。朱温后到，不知朱友裕之败，前军遇敌多死。朱温到村落间，才与朱友裕相见。当时，朱宣在濮州，朱温派遣朱友裕先以二百骑在前，朱温后至，没有遇上朱友裕。朱温遇敌败逃。敌兵急追至大沟，幸亏沟中有积薪，马才能过去，朱温将李璠等十余人战死。冬，朱友裕取濮州，率领大军围徐州时溥。当时朱瑾领兖州、郓州之众，领兵二万为徐州时溥外援，在彭门南石佛山被朱友裕击败，朱瑾逃走。都虞候朱友恭向朱温诬陷朱友裕按兵不追，朱温大怒，令裨将庞师古代朱友裕为帅，以朱友裕交付审问，使者误将信给了朱友裕，朱友裕惶恐，不知所为，率数骑逃到山中。在辉州投奔伯父朱全昱，申诉其冤。朱温妻子张氏听说召他回汴州请罪，朱温还想把儿子下狱，在张氏请求下得免，朱全忠令儿子权知许州。许州近蔡州，因为秦宗权之乱，居民残破，朱友裕招抚流散，增加三万多户。
乾宁二年（895年），加检校司空，后为武宁军节度留后。四年（897年），朱温攻下郓州东平，改朱友裕天平军留后，加检校司徒。光化元年（898年），再领许州。天复初年，为奉国军节度留后。朱温兼镇河中，以朱友裕为护国军节度留后，后迁华州节度使，加检校太保、兴德尹。天祐元年（904年）七月，兼行营都统，领步骑数万，随父攻打李茂贞，去攻邠州。朱友裕破灵台、良原，下陇州，杨崇本以邠州降。后杨崇本背叛，朱温派遣朱友裕攻打，十月，朱友裕得病，将校屯守永寿，朱友裕得在梨园病死，归葬开封。後梁建国後，朱温追封他为郴（彬）王。乾化三年，又赠太师。

## 家族

### 妻
《鉴戒录》卷3载朱温为四镇节度使即天复元年（901年）时与裨将刘仁遇为亲家。除朱友裕外，朱温其余子女或婚配载于史书，或年幼不及婚配，刘仁遇女或即朱友裕妻。

### 兄弟
- 博王朱友文（康勤）
- 郢王朱友珪
- 末帝（均王）朱友貞
- 福王朱友璋
- 賀王朱友雍
- 建王朱友徽
- 康王朱友敬（朱友孜）

## 相关传记
- 《旧五代史》梁书卷十二 宗室列传二
- 《新五代史》梁书卷十三 梁家人传第一